# Territoriale prelatuur Esquel
De territoriale prelatuur Esquel (Latijn: Praelatura Territorialis Esquelensis) is een rooms-katholieke territoriale prelatuur met als zetel Esquel, in Argentinië. De territoriale prelatuur is suffragaan aan het aartsbisdom Bahía Blanca. 

## Geschiedenis
De territoriale prelatuur werd opgericht op 14 maart 2009, uit delen van het bisdom Comodoro Rivadavia. 

## Parochies
De territoriale prelatuur had in 2021 een oppervlakte van 78.000 km2 en telde 69.020 inwoners waarvan 67,6% rooms-katholiek was.

## Prelaten
- José Slaby (14 maart 2009 - heden)

Bahía Blanca (aartsbisdom) · Alto Valle del Río Negro · Comodoro Rivadavia · Esquel (territoriale prelatuur) · Río Gallegos · San Carlos de Bariloche · Santa Rosa · Viedma